# 马国湘
马国湘（1961年12月—），男，汉族，中华人民共和国政治人物，曾任中国民主建国会中央委员会常务委员、中华职业教育社副理事长、上海湘江实业公司董事长。

## 生平
2008年，当选第十一届全国政协委员，代表特别邀请人士，分入第五十七组。并担任教科文卫体委员会专委。2009年8月，中华职业教育社第十次全国代表大会召开，他出任中华职业教育社第十届理事会副理事长。2018年1月，当选第十三届全国政协委员。